# Confederação Liberdade e Independência
Confederação Liberdade e Independência, abreviado para Confederação, é um partido político polonês da direita radical, que surgiu originalmente como uma coalizão entre a Nova Esperança e o Movimento Nacional (RN). Foi formada com o propósito de participar nas eleições para o Parlamento Europeu, mas posteriormente foi expandido para um partido político.